# De droomduiding

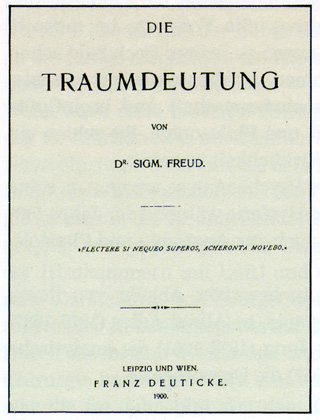
Eerste editie, 1899 (gedateerd 1900)

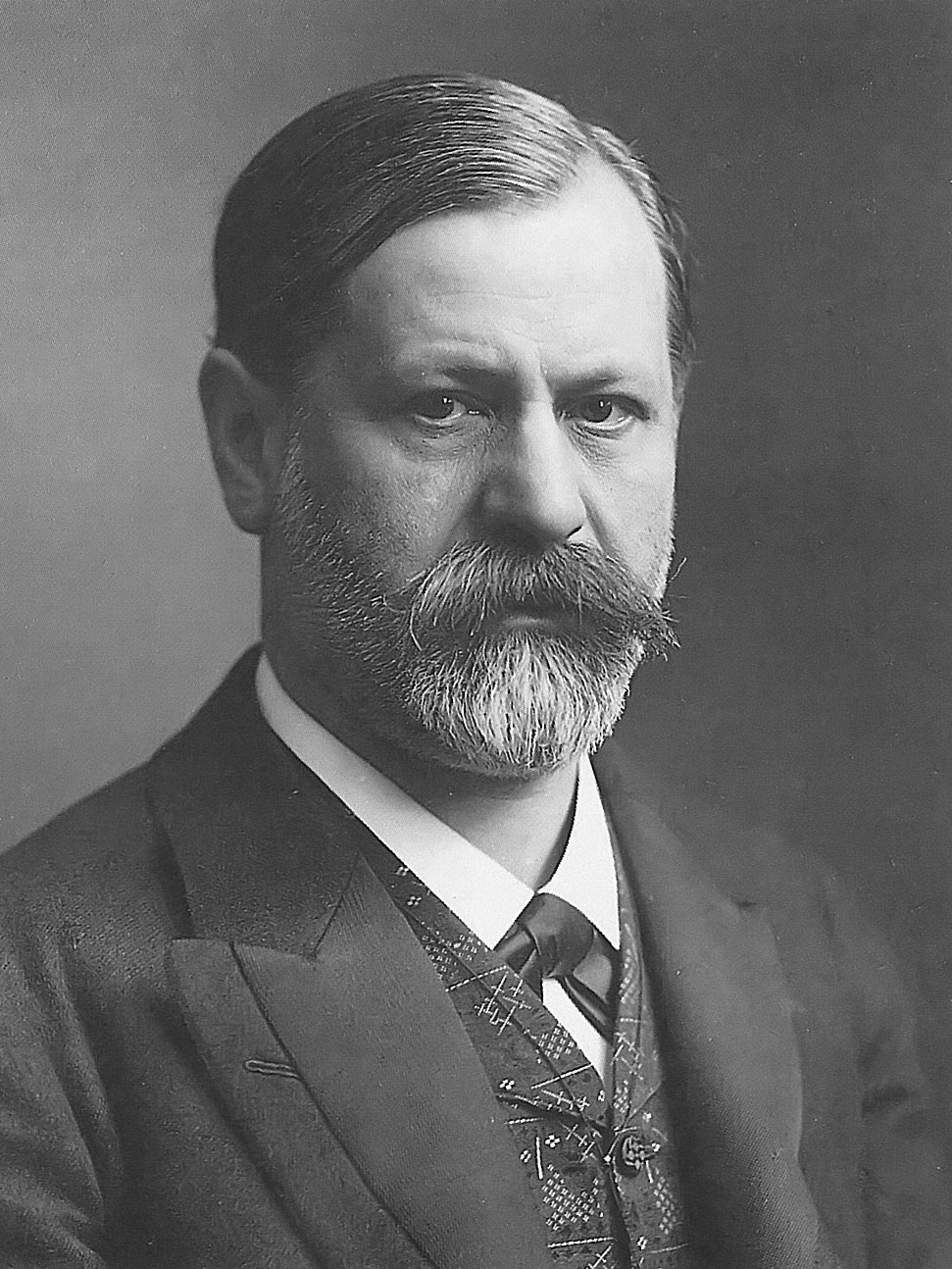
Freud, kort na verschijning van 'De droomduiding'

De droomduiding (Duits: Die Traumdeutung) is een oorspronkelijk in het Duits geschreven boek van de Oostenrijkse psychiater en "vader" van de psychoanalyse Sigmund Freud. De eerste druk verscheen eind 1899 (gedateerd 1900) bij Uitgeverij Franz Deuticke in Wenen, een tweede sterk uitgebreide druk verscheen in 1909. Ook in latere uitgaven bleef Freud nog steeds nieuw materiaal toevoegen. De Nederlandse vertaling is van Thomas Graftdijk, uit 1987.

## Context
De eerste keer dat Freud de term psychoanalyse gebruikte was in 1896. Onder invloed van Josef Breuer stapte hij toen over van de hypnose op de cathartische gesprektechniek; de eerste contouren van zijn uiteindelijk baanbrekende ideeën werden zichtbaar in enkele essays die hij sinds 1897 publiceerde. Toen hij in 1899 de eerste versie van 'De droomduiding' klaar had stonden de basisprincipes van de psychoanalyse voor hem zo goed als vast. In zijn verdere leven zou hij ze feitelijk alleen maar verder verfijnen.

## Genre
'De droomduiding' is een boek over dromen, maar bij nadere beschouwing eigenlijk over nog veel meer. Het kan eveneens gezien worden als een soms openhartige, soms terughoudende biografie, met onthullingen zowel als weglatingen. Het biedt verder een fundamenteel overzicht van Freuds psychoanalytische ideeën en een schat aan materiaal uit ziektegeschiedenissen. Ook bevat het soms beschrijvingen van de Weense medische wereld, met haar onderlinge wedijver en haar jacht op status, alsook van de Oostenrijkse samenleving in de nadagen van haar liberale jaren. Kortom, het is een pluriform boek, waarvan het genre moeilijk te definiëren is.

## Opbouw
'De droomduiding' telt zeven hoofdstukken. In de eerste vier hoofdstukken zet Freud in hoog tempo zijn theorie over dromen uiteen, met hier en daar wat voorbeelden ter verduidelijking. In het vijfde hoofdstuk gaat hij wat kalmer te werk en beschrijft hij vele soorten dromen, die hij steeds terugvolgt van hun directe aanleiding tot hun oorsprong in vaak ver in het persoonlijk verleden liggende oorzaken. Het zesde hoofdstuk over de zogenaamde droomarbeid breidde hij in latere drukken zo sterk uit dat het uiteindelijk bijna net zo lang werd als de eerste vijf hoofdstukken samen. Hoofdstuk zeven, ook wel het filosofische hoofdstuk genoemd, gaat over de techniek van de droomanalyse, is vrij technisch en moeilijk toegankelijk, zonder dat het overigens afbreuk doet aan de kracht van zijn stijl en het voorbeeldmateriaal.

## Gedachtegoed
Dromen zijn boodschappen, zo betoogt Freud in 'De droomduiding', maar niet de boodschappen die een leek verwacht. Boodschappen komen voort uit het onderbewuste, zijn vaak latent en manifesteren zich altijd in een andere vorm. Ze zullen hun betekenis niet prijsgeven als de methodiek van de droomanalyse niet wordt beheerst. De basis van droomanalyse wordt gevormd door de vrije associatie en het afstand doen van rationele kritiek op de kronkelwegen die de geest volgt. Door elk element afzonderlijk te beschouwen en als startpunt te gebruiken voor vrije associaties zal de analyticus uiteindelijk achter de betekenis van de droom komen.
In de ogen van Freud is de ontstaansreden van een droom vaak heel onschuldig, vaak een gebeurtenis van de dag tevoren. Zo memoreert Freud dat hij een keer droomde over een botanisch boek dat hij zou hebben geschreven, nadat hij de dag tevoren zo'n boek in de etalage van een winkel had zien liggen. De verborgen betekenis van een droom, zo ook deze, voert echter altijd terug tot betekenisvolle gebeurtenissen uit iemands verleden, vaak (doch niet noodzakelijk) uit diens vroege jeugd. Via een proces dat Freud droomarbeid noemt (verdichting en vervorming, vaak via symbolen) worden deze gebeurtenissen op sterk verholen wijze gerepresenteerd.
Freud beweert in zijn boek, op basis van meer dan duizend dromen die hij analyseerde, dat de droom altijd een wensvervulling is, meestal van een onderdrukte wens. Zelfs als dit op het eerste gezicht geenszins het geval lijkt, weet Freud het altijd weer zo verder te interpreteren dat hij uiteindelijk alleen maar met nog meer bewijzen komt. Een bekend voorbeeld van een wensdroom is Freuds droom uit 1895 over de injectie van Irma, die hij duidde als een droom die tot doel had zijn vakbekwaamheid als arts te bevestigen.
Veel wensdromen die Freud beschrijft hebben op de een of andere manier ook te maken met seksualiteit, hoewel hij die in eigen dromen, als die over Irma, soms lijkt te omzeilen. Seksuele gevoelens ontstaan in de ogen van Freud vaak al op zeer jonge leeftijd, worden dan verdrongen, maar manifesteren zich op verholen wijze altijd weer in dromen. Afweermechanismen verhinderen echter hun bevrediging. Vanuit deze achtergrond formuleert Freud in 'De droomduiding' ook reeds de eerste contouren van wat later zijn theorie over het oedipuscomplex zou worden, welke hij in allerlei gedaanten weer zag terugkomen.
'De droomduiding' bevat uitgebreide methodieken van symboolduiding, waarbij Freud ook voor het eerst ook begrippen als fallussymbool en vagina dentata introduceerde. Tot weerzin van Freud ging deze manier van symboolduiding vrij snel een eigen leven leiden, waar het in de ogen van Freud slechts een hulpmiddel was binnen een veel bredere analysemethodiek. In de tweede druk van 1909 waarschuwt Freud dan ook ervoor te waken om de vertaling van een droom te beperken tot de vertaling van symbolen. De techniek van associatie mocht niet worden verwaarloosd.

## Kritiek
Bij verschijnen kreeg 'De droomduiding' slechts beperkt aandacht. Voor zover wel richtten de pijlen der kritiek zich vooral op de seksuele interpretaties van dromen. Freud schreef vrijelijk over zaken als masturberen en lustgedachten, en interpreteerde bijvoorbeeld een gebroken kaars die niet rechtop wou blijven staan als een slappe penis. In de victoriaanse tijd rond 1900 gaf dat veel ophef.
Vakinhoudelijk had het boek na verschijnen slechts beperkte impact, in de zin dat het nog jaren duurde voordat de eerste druk was uitverkocht. Een herdruk kon pas verschijnen in 1909. Pas na die tijd verschenen ook de eerste vertalingen (onder andere in het Engels, in 1913) en maakte het boek opgang als een der basiswerken van Freuds psychoanalytische leer en hét standaardwerk over droomanalyse.
In de huidige tijd richt de kritiek op het werk en de droomleer van Freud zich vooral op de onmogelijkheid om zijn interpretaties en theorieën te falsificeren. “Het is altijd waar wat ze beweren”, stelt anti-Freudiaan Frederic Crews: “Psychoanalyse rechtvaardigt haar ideeën alleen door te verwijzen naar haar eigen interpretaties. Als ze een droomuitleg willen rechtvaardigen doen ze dat door wat een patiënt zegt te interpreteren in het licht van hun eigen analysemethodiek”. De selectieve waarneming van de therapeut-analyticus vormt daarbij weer een ander probleem.
Binnen de reguliere psychiatrie en de psychotherapie vindt droomanalyse vandaag de dag nauwelijks nog toepassing. In voorkomende gevallen wordt het in het diagnostische proces nog wel op waarde geschat, maar de toepassingsmogelijkheden in het behandelproces worden beperkt geacht.